# Konrad Wilhelm Ledderhose
Konrad Wilhelm Ledderhose (* 21. Dezember 1751 in Hanau; † 19. Dezember 1812 in Kassel) war ein deutscher Jurist.

## Leben
Ledderhose wurde als siebtes Kind aus der Ehe zwischen Johann Konrad Ledderhose, reformierter Superintendent der Landeskirche der Grafschaft Hanau und erstem Pfarrer an der Marienkirche in Hanau, und dessen zweiter Frau, Anna Dorothea Elisabeth Pfannkuchen aus Treysa, geboren. Er studierte ab 1769 an der Universität Marburg Jura. Später wechselte er im gleichen Fach an die Universität Göttingen. Dieses Studium schloss er erfolgreich mit der Promotion zum Dr. jur. ab.
1774 fand Ledderhose eine Anstellung als zweiter Archivar der Regierung in Kassel. Dort begann er mit der Arbeit an seiner Habilitation. 1785 wurde er Professor des Bürgerlichen und Staatsrechts am Collegium Carolinum in Kassel, 1789 wurde er zum ordentlichen Professor ernannt. Er lehrte bürgerliches Recht und deutsche Staatsgeschichte. 1804–1806 war Ledderhose Direktor des Hofarchivs in Kassel.

## Schriften
- De Dote Illata. Praesumtione in Rem Versa. 1775.
- De Jure Ingenuorum Adquirendi Feuda. 1776. (Digitalisat)
- Von der Fräuleinsteuer in Hessen (= Kleine Schriften, Bd. 5), Eisenach 1795, S. 4–74. (Digitalisat)
- Erdbeschreibung der Hessischen Lande Casselischen Antheiles. Verlag des Waisenhauses, Kassel 1778–1781.
- Beyträge zur Beschreibung des Kirchen-Staats der Hessen-Casselischen Lande. Waisenhaus, Kassel 1781. (Digitalisat)
- Versuch einer Anleitung zum Hessen-Casselischen Kirchenrecht. Waisenhaus, Kassel 1781. (Digitalisat)
- De nexu dioecesano abbatiae Hersfeldensis ecclesiisque patronatus iure ad eandem abbatiam olim spectantibus. Kassel 1786. (Digitalisat)
- Iurium Hassiae Principum In Abbatiam Hersfeldensem Ante Pacis Guestfalicae Tabulas Brevis Assertio. Nova Officina Libraria Academica 1787. (Digitalisat)
- Kleine Schriften. 4 Bände. Neue Academische Buchhandlung, Marburg 1887. (Digitalisat Band 1), (Band 2), (Band 3), (Band 4)